# Hugo Kogan

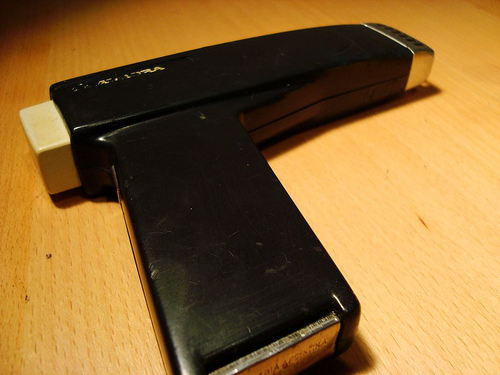

Hugo Alberto Kogan (Buenos Aires, 12 de junio de 1934-Buenos Aires, 27 de mayo de 2023) fue un diseñador industrial argentino. Fue uno de los referentes más influyentes del diseño argentino y sudamericano, por su labor internacional y como creador e impulsor de la profesión de diseñador en la Argentina. Uno de sus trabajos más conocidos, fue el inventor del Magiclick, le otorgó gran reconocimiento.

## Biografía
De joven fue escultor, con gran destreza para el dibujo hizo la escuela industrial donde obtuvo el título de técnico mecánico en 1953 y cursó los estudios de arquitectura por dos años en la Universidad Nacional de La Plata, vertientes que le sirvieron para unir la técnica con su afán por las formas. 
Su carrera profesional comenzó en 1954 cuando ingresó a trabajar en Philips como diseñador junior pasó luego a Tonomac, donde organizó y dirigió el Departamento de Diseño entre 1960 y 1979, allí diseñó la radio Lark, Plartino y Súper Platino (radios a transistores de seis bandas) y el televisor portátil, entre otros diseños icónicos.
Kogan diseñó y desarrolló más de doscientos productos: bienes de capital, máquinas textiles industriales y familiares, equipamiento urbano, electrónica de entretenimiento, hardware, equipos de electromedicina, grandes y pequeños electrodomésticos y sistemas de equipamiento bancario y ferroviario.
Además fue integrante de la comisión académica designada para la creación de las carreras de Diseño Industrial y Diseño Gráfico en la Facultad de Arquitectura y Urbanismo de la Universidad de Buenos Aires y posteriormente coordinador académico, profesor titular y profesor invitado de posgrado.
Se desempeñó como socio y director de diseño en varios estudios especializados como Visiva (junto con Ricardo Blanco y Reinaldo Leiro), de Kogan Legaria Anido, Consultores en Diseño y de FocusBrand.
Entre 2009 y 2012 fue consultor en el Centro Metropolitano de Diseño y asimismo consultor y jurado del Programa INNOVAR del Ministerio de Ciencia y Técnica de la Nación desde 2006 hasta 2012.
Varios de sus diseños forman parte de la colección del Museo de Arte Moderno de Buenos Aires y fueron exhibidos en el Museo de Arte Latinoamericano de Buenos Aires, Museo Nacional de Bellas Artes, Museo de Arte Moderno de Río de Janeiro, y en la muestra Made in Argentina en Milán, Helsinki y Ciudad de México.
Recibió tres veces el Diploma al Mérito de los Premios Konex como uno de los mejores diseñadores industriales de la década en cada ocasión (1992, 2002 y 2012).
Falleció el 27 de mayo de 2023 a los ochenta y ocho años.

## Magiclick
Con el Magiclick, yo estaba en el momento y lugar adecuados. Una nueva tecnología sobre la que se montó un diseño contemporáneo en un mercado seco de novedades e innovación por muchos años.
Hugo Kogan

En 1963 Kogan inventó el Magiclick, su éxito y gran obra que desarrolló mientras se desempeñaba como director del departamento de diseño de la empresa en Aurora. El producto nació gracias a la experimentación con piezoeléctricos, que en la época eran novedosos. Durante esas experimentaciones surgió la idea de convertirlo en un artefacto manual, de uso popular. Cuando la empresa decidió lanzar el producto, proyectó vender 5000 unidades por mes, pero el éxito fue tal que terminaron haciéndose pedidos por 80 000 unidades por mes. Gracias al éxito del producto, Aurora montó fábricas en Brasil y España para producirlo.

## Premios
- Lápiz de Plata ’82 al Diseñador del Año. Centro de Arte y Comunicación - CAYC (1982).[3]
- Diploma al Mérito de los Premios Konex como uno de los mejores diseñadores industriales de la década en cada ocasión (1992, 2002 y 2012).
- Miembro Honorario de la Asociación Argentina de Diseñadores Industriales (ADI). Desde 1993.[3]
- Profesor Honorario de la Facultad de Arquitectura, Diseño y Urbanismo de la Universidad de Buenos Aires. 2012.[8]
- Premio a la Trayectoria. Academia Nacional de Bellas Artes. 2020.[6]
- Personalidad destacada de la Ciudad de Buenos Aires en el ámbito de la Ciencia y la Tecnología. Legislatura de la Ciudad Autónoma de Buenos Aires. Mayo de 2023.[13]
- Doctor honoris causa de la Universidad de Buenos Aires. Mayo de 2023.[9]